# Jacek Laszczkowski
Jacek Laszczkowski (* 28. März 1966 in Szczuczyn, Powiat Grajewski, Polen) ist ein polnischer Sänger, der in den Stimmlagen Sopran und Tenor singt.
Nach einem Studium der Klarinette in Białystok, ging er an die Chopin-Akademie in Warschau und studierte Gesang (Tenor). Danach hatte er Engagements als lyrischer Tenor. Bereits als Kind hatte er gesungen und konnte sich seine klare Sopranstimme auch über den Stimmbruch erhalten. Bei einer Produktion der Warschauer Kammeroper, in der er die Titelrolle des Orfeo von Monteverdi als Tenor sang, wurde er gebeten, die Partie mit seiner Sopranstimme vorzusingen. Daraufhin erhielt er die Rolle des Nerone in Monteverdis Die Krönung der Poppea und begann seine Karriere als Sopranist, die ihn auch international an große Opernhäuser und Festivals führte.
In der Kritikerumfrage der Zeitschrift Opernwelt wurde er 2003 zum Sänger des Jahres gewählt.
Außerdem wirkte er als Schauspieler in einigen Filmen mit, u. a. in einer Hauptrolle in Dusza spiewa z cyklu „Opowiesci weekendowe“ des polnischen Regisseurs Krzysztof Zanussi.
Laszczkowski lebt mit seiner Frau und seinen beiden Töchtern in Warschau.

## Diskografie
als Tenor:
- Saverio Mercadante: Caritea, regina di Spagna, Nuova Era
- Jacopo Peri: L’Euridice, Pro Musica Camerata

als Sopran:
- Georg Friedrich Händel: Imeneo, Pro Musica Camerata
- Georg Friedrich Händel: Teseo, DVD
- Alessandro Scarlatti: San Casimiro, re di Polonia, Acte Préalable
- Antonio Vivaldi: Catone in Utica, Dynamics
- Antonio Vivaldi: Rosmira fedele, Dynamics

## Filme
- Die Stimme des Himmels – Jacek Laszczkowski, Dokumentation von Peter Schlögl, arte/NDR, Deutschland 2006, 51 Min.